# Saldo
Saldo definieras normalt som skillnaden mellan alla debiteringar och alla krediteringar på ett konto eller i en bokföring, det vill säga skillnaden mellan tillgångar och skulder vid en viss tidpunkt. Vid kreditsaldo är summan av debiteringarna större än summan av krediteringarna, det vill säga man har mer pengar på kontot än vad man är skyldig. Vid debetsaldo är man skyldig mer pengar än vad man har på kontot.